# 银叶蒿
银叶蒿（学名：Artemisia argyrophylla）是菊科蒿属的植物，是中国的特有植物。分布在俄罗斯、蒙古以及中国大陆的新疆、宁夏、内蒙古、甘肃等地，生长于海拔2,000米的地区，常生长在干草原地区，目前尚未由人工引种栽培。
种加名 argyrophylla  意为“银色叶子的”。

## 异名
- Artemisia argyrophylla Ledeb. var. brevis (Pamp.) Y. R. Ling